# Dilong paradoxus
Dilong paradoxus — єдиний вид свого роду, невеликий тиранозавроїдний динозавр. Його залишки відносяться до ранного крейдового періоду (близько 130 млн років тому) та були знайдені в провінції Ляонін, КНР і описані у 2004 році.